# Stereobela leucomera
Stereobela leucomera är en fjärilsart som beskrevs av Turner 1905. Stereobela leucomera ingår i släktet Stereobela och familjen mott. Inga underarter finns listade i Catalogue of Life.